# Olszanka (obwód brzeski)
Olszanka (biał. Альшанка, ros. Ольшанка) – wieś na Białorusi, w obwodzie brzeskim, w rejonie pińskim w sielsowiecie Porzecze. 
Według spisu ludności, 1 stycznia 1998 r. w miejscowości było 79 gospodarstw domowych i 145 mieszkańców. Olszanka leży 39 km od Pińska i 19 km od drogi republikańskiej R6 (Iwacewicze – Pińsk – Stolin).

## Historia
- wieś wzmiankowana w 1495 r.
- koniec XVIII w. - posiadłość Skirmuntów, h. Przyjaciel;
- wieś królewska położona była w końcu XVIII wieku w starostwie niegrodowym łohiszyńskim w powiecie pińskim województwa brzeskolitewskiego[2].
- po III rozbiorze Polski w granicach Imperium Rosyjskiego (ziemie zabrane) – gmina Porzecze, powiat piński guberni mińskiej;
- w okresie międzywojennym w gminie Porzecze, w powiecie pińskim województwa poleskiego II RP;
- 1928 r. w ramach reformy rolnej dokonano częściowej parcelacji gruntów;
- II wojnie światowej w granicach ZSRR: Białoruska Socjalistyczna Republika Radziecka;
- od 1991 r. w niepodległej Białorusi.

## Charakterystyczne obiekty
- pomnik mieszkańców poległych w okresie wielkiej wojny ojczyźnianej